# Staccato Peaks
Die Staccato Peaks sind eine Reihe von felsigen Berggipfeln im südlichen Teil der westantarktischen Alexander-I.-Insel. Sie ragen mit nordsüdlicher Ausrichtung über eine Länge von 18 km aus einem Schneefeld 32 km südlich der Walton Mountains auf.
Der US-amerikanische Polarforscher Lincoln Ellsworth sichtete diese Formation erstmals bei einem Überflug am 23. November 1935. Die dabei entstandenen Luftaufnahmen dienten dem US-amerikanischen Kartografen W. L. G. Joerg einer ersten Kartierung. Eine erneute Kartierung erfolgte im Jahr 1960 durch den britischen Geographen Derek Searle vom Falkland Islands Dependencies Survey anhand von Luftaufnahmen der US-amerikanischen Ronne Antarctic Research Expedition (1947–1948). Die Benennung durch das UK Antarctic Place-Names Committee von 1961 orientiert sich an der musikalischen Artikulationsvorschrift des Staccato und beschreibt damit die unvermittelte und abrupte Art, in der die Gipfel aus dem sie umgebenen Schneefeld aufragen.